# Peter Askergren
Peter Askergren, född 4 februari 1767 i Sätila församling, Älvsborgs län, död 17 februari 1818 i Stockholm var en svensk tonsättare, violast, organist, verksam i Stockholm. 
Askergren spelade viola i Kungliga Hovkapellet 1787-1818. Han var organist i Katarina kyrka och senare i Adolf Fredriks kyrka. Askergren var lärare i klaverspel vid Kungliga Musikaliska akademiens undervisningsverk 1814-18. Han var medlem av Par Bricole och invaldes i Kungliga Musikaliska akademien 1794 som ledamot nummer 149.

## Biografi
Peter Askergren föddes 4 februari 1767 i Sätila församling, Älvsborgs län. Han var son till organisten Jonas Askergren och Christina Skoog. Han anställdes 1787 som violast vid Kungliga hovkapellet i Stockholm och stannad där fram till sin död. Askergren arbetade även som pianist och informationsmästare vid Kungliga Musikaliska akademien. Han var även organist i Katarina kyrka och sedan Adolf Fredriks kyrka. Askergren var gift med Anna Elisabeth Pettersson. Han avled 17 februari 1818.
Askergren är förfader till rapparen Petter.

## Verk
- Polonäs i A-dur för luta.[9]

### Piano
- Andante med variationer i a-moll för pianoforte. Uppförd i mars 1797. Publicerad 1799 i Musikaliskt Tidsfördrif som nummer 20/21.[9]
- Fransk aria med variationer för pianoforte. Uppförd i januari 1797.[9]
- Tema med variationer i a-moll för pianoforte. Publicerad 1800 i Musikaliskt Tidsfördrif som nummer 15/17.[9]
- Polonäs i F-dur för pianoforte. Publicerad 1801 i Musikaliskt Tidsfördrif som nummer 22/23.[9]
- Polonäs i A-dur för pianoforte. Publicerad 1810 i Musikaliskt Tidsfördrif som nummer 19/20.[9]
- 16 variationer över en svensk nationalmelodi i C-dur, för klaver eller fortepiano. Tillägnad hovintendenten och riddaren av Kungliga Nordstjärneorden Pehr Tham.[9]